# Micropsitta
Micropsitta là một chi chim trong họ Psittacidae.